# District de Rencheng
Le district de Rencheng (任城区 ; pinyin : Rènchéng Qū) est une subdivision administrative de la province du Shandong en Chine. Il est placé sous la juridiction de la ville-préfecture de Jining.